# Млечный Путь
Млечный Путь (Галактика) — галактика, в которой находится Земля и Солнечная система. Относится к типу спиральных галактик с перемычкой. Радиус Млечного Пути считается равным радиусу его звёздного диска и составляет 16 килопарсек. Полная масса Галактики с учётом тёмной материи оценивается как 1—2⋅1012 M⊙. В Млечном Пути находится от 100 до 400 миллиардов звёзд, а его светимость составляет 2⋅1010 L⊙. По сравнению с другими спиральными галактиками Млечный Путь имеет довольно большую массу и высокую светимость. Солнечная система расположена на расстоянии в 7,5—8,5 килопарсеков от центра Галактики и движется вокруг него со скоростью 220 км/с.
Все звёзды, видимые невооружённым глазом, относятся к нашей Галактике, но название «Млечный Путь» происходит от светлой туманной полосы на ночном небе, свет которой создаётся многочисленными тусклыми звёздами в диске Галактики. Из-за того, что Земля находится внутри Млечного Пути, точный вид нашей Галактики снаружи неизвестен.
Большинство звёзд в Галактике сосредоточено в галактическом диске со спиральными рукавами. Также в ней присутствуют средних размеров балдж и умеренно выраженный бар, и по морфологической классификации её относят к типу SBbc или SABbc. Кроме того, диск Млечного Пути окружён галактическим гало, в котором содержится небольшая доля звёзд и большое количество гипотетической тёмной материи. В центре Галактики расположена сверхмассивная чёрная дыра Стрелец А*.
В Млечном Пути темп звездообразования составляет 1,6—2 M⊙ в год. В упрощённом виде звёздное население Галактики можно разделить на население I и население II. Первое состоит из относительно молодых звёзд с высокой металличностью, которые двигаются по орбитам, близким к круговым, и составляют плоский вращающийся галактический диск. Второе — это старые звёзды, бедные тяжёлыми элементами, которые движутся по вытянутым орбитам и составляют гало сфероидальной формы, которое не вращается как целое, и балдж. Межзвёздный газ и рассеянные звёздные скопления относятся к населению I, а шаровые скопления — к населению II. Более точным является разделение звёздного населения на подсистемы толстого и тонкого диска, гало и балджа по отдельности. Различные подсистемы галактики также имеют разную динамику: более плоские подсистемы быстрее вращаются и имеют меньшую дисперсию скоростей.
Млечный Путь находится в Местной группе галактик. Галактика является второй в группе по размеру и по количеству звёзд после галактики Андромеды, но массы двух галактик сравнимы. Галактика имеет более двух десятков галактик-спутников, из которых наиболее крупные — Большое и Малое Магеллановы Облака. Через 4 миллиарда лет произойдёт столкновение и слияние Млечного Пути и галактики Андромеды, в результате чего образуется эллиптическая галактика.
Млечный Путь известен с древности. В 1610 году Галилео Галилей обнаружил, что диффузный свет полосы Млечного Пути создаётся большим количеством тусклых звёзд. Через полтора века, в 1784—1785 годах, Уильям Гершель сделал первую попытку определить размер и форму нашей Галактики. Гершель сделал вывод, что Млечный Путь имеет форму сплюснутого диска, однако сильно недооценил его диаметр. В 1917 году Харлоу Шепли впервые показал, что Солнце находится вдали от центра нашей Галактики, а в 1924—1925 годах Эдвин Хаббл смог доказать, что Вселенная не ограничивается нашей Галактикой. Важную роль в изучении нашей Галактики сыграл космический телескоп Hipparcos, запущенный в 1989 году, с помощью которого были измерены координаты, собственные движения и расстояния до большого количества звёзд. С 2013 года эту задачу выполняет космический телескоп Gaia.
Млечный Путь с древности имел культурное, религиозное и философское значение у разных народов. Само название «Млечный Путь» происходит из греко-римской мифологии. По одной из легенд, Гера отказывалась кормить грудью незаконнорождённых детей Зевса. Однажды, пока Гера спала, Гермес поднёс к её груди Геракла, и после того, как тот начал кормиться, Гера проснулась и оттолкнула его. Молоко, которое брызнуло при этом из груди, превратилось в Млечный Путь. Само слово «галактика» также связано с этим мифом и происходит от др.-греч. Κύκλος Γαλαξίας, что в переводе означает «молочный круг».

## Общие характеристики
Млечный Путь — спиральная галактика, в которой находится Земля и вся Солнечная система. Млечный Путь также называют Галактикой — с заглавной буквы. Раздел астрономии, который занимается изучением Млечного Пути — галактическая астрономия.
Звёздный диск Млечного Пути простирается до расстояния в 16 килопарсеков от центра, радиус Галактики принято считать таким же. Звёздное гало прослеживается до расстояния в 80 килопарсеков от центра, а система шаровых звёздных скоплений ― ещё дальше, до 100 килопарсеков. В пределах 21 килопарсека от центра Млечного Пути содержится масса 2⋅1011 M⊙. Полная масса нашей Галактики с учётом тёмной материи чаще всего оценивается как 1—2⋅1012 M⊙, хотя некоторые значения находятся вне этого диапазона. Из этой величины на звёзды, которых в нашей Галактике содержится, по разным оценкам, от 100 до 400 миллиардов, приходится около 5―6⋅1010 M⊙. Светимость Млечного Пути в полосе V составляет 2⋅1010 L⊙, что соответствует абсолютной звёздной величине −20,9m. Таким образом, по сравнению с другими спиральными галактиками Млечный Путь имеет довольно большую массу и высокую светимость.

### Положение Солнечной системы
Солнечная система расположена на расстоянии в 7,5—8,5 килопарсеков от центра Галактики в небольшом спиральном Рукаве Ориона, между крупными рукавами Персея и Стрельца на расстоянии 1,5—2 килопарсеков от обоих. От галактической плоскости Солнечная система сейчас удалена на 10 парсеков. Наклон эклиптики к галактической плоскости составляет 60 градусов.
Солнце движется относительно центра Галактики со скоростью около 220 км/с и делает полный оборот вокруг него за 240 миллионов лет. Относительно ближайших звёзд Солнце движется со скоростью 20 км/с в направлении созвездия Геркулеса. Орбита Солнца в Галактике отличается от круговой: в процессе движения Солнце может оказываться на 0,1 килопарсека ближе и на 0,6 килопарсека дальше от центра, чем сейчас, и удаляться от галактической плоскости на расстояние до 85 парсеков.
Положение Солнечной системы внутри нашей Галактики вносит определённые особенности в возможности её изучения. С одной стороны, только в Млечном Пути можно наблюдать объекты с небольшой светимостью, такие как красные и белые карлики, напрямую измерять размер и форму некоторых звёзд, а также изучать трёхмерную структуру Галактики: для других галактик строение известно лишь в проекции на небесную сферу. Это же обстоятельство создаёт, однако, и ряд проблем. Объекты Галактики расположены со всех сторон, а расстояния до них сильно различаются, так что для изучения Млечного Пути необходимо проводить обзор всего неба и учитывать различие расстояний. Кроме того, на свет от объектов вблизи галактического экватора сильно влияет межзвёздное поглощение, связанное с присутствием межзвёздной пыли в диске Галактики.

### Галактическая система координат
Для изучения Млечного Пути удобно использовать галактическую систему координат, непосредственно связанную со структурой нашей Галактики. В ней используется галактический экватор — большой круг небесной сферы, который совпадает с плоскостью диска Галактики. Первая координата — галактическая широта {\displaystyle b} — равна углу между направлением на светило и галактическим экватором. Вторая координата — галактическая долгота {\displaystyle l} — равняется углу вдоль галактического экватора между направлением на центр Галактики и направлением на светило. Центр Галактики в этой системе имеет координаты {\displaystyle l=0}, {\displaystyle b=0}. Северный и южный полюса Галактики расположены, соответственно, на {\displaystyle b=+90^{\circ }} и {\displaystyle b=-90^{\circ }}.
Центр Галактики в этой системе координат не совпадает с положением радиоисточника Стрелец A* в ядре Галактики, а отстоит от него приблизительно на 5 минут дуги, поскольку Стрелец A* был открыт позднее, чем была введена эта система координат.
На эпоху J2000.0 координаты центра Галактики в экваториальной системе координат — склонение {\displaystyle \delta } и прямое восхождение {\displaystyle \alpha } — составляют {\displaystyle \delta =-28^{\circ }56{,}2'}, {\displaystyle \alpha =17^{h}45{,}6^{m}}. Галактический экватор наклонён к небесному экватору на 62,87°, экваториальные координаты северного полюса Галактики составляют {\displaystyle \delta =+27^{\circ }7{,}7'}, {\displaystyle \alpha =12^{h}51^{m}}.

## Внешний вид

### Вид с Земли
Все звёзды на небе, видимые невооружённым глазом, относятся к нашей Галактике. Несмотря на это, когда говорят о виде ночного неба, Млечный Путь ограничивают только светлой туманной полосой с тем же названием, которая опоясывает всё небо. Свет Млечного Пути создаётся звёздами диска Галактики, большинство которых не видны по отдельности. Млечный Путь можно увидеть на достаточно тёмном ночном небе — вдали от городов и при отсутствии Луны над горизонтом.
Млечный Путь на небе имеет неровную форму, его ширина составляет около 15 градусов. На фоне Млечного Пути располагаются различные туманности, например, туманность Лагуна и туманность Розетка. Некоторые участки, такие как Большой Провал, кажутся более тёмными, поскольку свет с тех направлений перекрывается облаками межзвёздной пыли. Наиболее ярким Млечный Путь становится в направлении на центр Галактики.
Межзвёздное поглощение в диске приводит к тому, что вокруг галактического экватора присутствует зона избегания — область, занимающая 20 % неба, где в оптическом диапазоне не видны внегалактические объекты. Тем не менее, галактики в зоне избегания могут быть обнаружены, например, при наблюдениях в инфракрасном и радиодиапазоне.
Вид Млечного Пути с Земли

### Вид снаружи
Поскольку Земля находится внутри Млечного Пути, точный вид нашей Галактики снаружи неизвестен, однако, опираясь на информацию о строении Галактики, которое можно определять различными способами (см. ниже), можно моделировать её внешний вид, а также предполагать, что галактики со сходными параметрами должны выглядеть похожими на Млечный Путь. Голландский учёный Корнелий Истон выдвинул гипотезу о том, что Млечный Путь является спиральной галактикой, по аналогии со спиральным строением галактики «Туманность Андромеды».
Галактики, на которые, вероятно, внешне похож Млечный Путь

## Структура
Звёзды в нашей Галактике сосредоточены в основном в диске. Кроме того, в Галактике присутствует балдж средних размеров и раскрытые спиральные рукава, а также умеренно выраженный бар. Таким образом, Млечный Путь — спиральная галактика позднего морфологического типа, причём некоторые её параметры, например, общее количество нейтрального водорода и размер балджа, соответствуют типу Sb, а другие, как темп звездообразования — типу Sc. С учётом наличия бара, по морфологической классификации нашу Галактику относят к типу SBbc или SABbc.
Структурные составляющие Галактики отличаются не только расположением и формой, но и параметрами звёздного населения, такими как возраст и металличность (см. ниже), и динамикой (см. ниже).

### Диск
Диск — основная составляющая нашей Галактики по содержанию звёздной массы. Он имеет плоскую форму и в нём также находятся спиральные рукава. Звёздная масса всего диска составляет около 5⋅1010 M⊙. Диск нашей Галактики можно подразделить на тонкий и толстый, причём в первом содержится приблизительно на порядок больше массы, чем во втором, и 80 % барионной массы Галактики вообще. Эти составляющие имеют разные параметры, и, вероятно, сформировались различным образом (см. ниже).
В окрестностях Солнца толстый диск имеет толщину 1,2 килопарсека, тонкий — 300—400 парсеков и содержит ещё более тонкую газовую составляющую. И тонкий, и толстый диск становятся толще во внешних областях Галактики. Толстый диск состоит в основном из старых звёзд с низкой металличностью, а в тонком звёзды более молодые и богатые металлами (см. ниже), между ними есть и другие различия.
Распределение плотности вещества в зависимости от расстояния до центра в тонком диске Млечного Пути, как и в других галактиках, экспоненциальное, его характерный радиус составляет 3 килопарсека. Тонкий диск простирается до 16 килопарсеков от центра Галактики, а газовая составляющая простирается дальше и прослеживается вплоть до 35 килопарсеков от центра. Диск имеет искривлённую форму во внешних областях, вероятно, из-за взаимодействия с другими галактиками.

#### Спиральные рукава
О наличии спиральных рукавов в диске Галактики трудно сделать вывод, наблюдая в оптическом диапазоне, из-за поглощения света межзвёздной пылью. Однако при составлении карты распределения нейтрального водорода или молекулярных облаков, а также очень молодых объектов, таких как звёздные ассоциации, спиральные рукава можно заметить. Плотность газа в рукавах в несколько раз превышает плотность в остальных частях диска, а также именно там наиболее активно происходит звездообразование. Спиральные рукава представляют собой волны плотности, так что спиральный узор в целом вращается с другой скоростью, чем звёзды и газ.
Расположение, длина и даже количество спиральных рукавов ещё точно не определены, но чаще всего считается, что в Млечном Пути четыре крупных спиральных рукава: два главных — рукав Центавра и рукав Персея, и два вторичных — рукав Наугольника и рукав Стрельца. Их форма представляет собой логарифмические спирали, закрученные под углом около 12°. Помимо крупных рукавов, выделяются и более мелкие подобные образования, как, например, рукав Ориона, также называемый Местным рукавом. Газовые составляющие рукавов простираются гораздо дальше, чем система звёзд в Галактике. Кроме того, молекулярный газ в диске образует кольцо со внутренним и внешним радиусами 4 и 6 килопарсеков от центра.

#### Окрестности Солнечной системы
Наиболее изученная область Галактики — окрестность Солнечной системы. Например, в пределах 10 парсеков от Солнца известно 373 звезды, среди которых 20 белых карликов, 85 коричневых карликов, большинство — красных карликов. Расстояние от Солнца до ближайшей звезды — Проксимы Центавра — составляет 1,3 парсека, до ближайшего звёздного скопления — Гиад — 40 парсеков.
Вокруг Солнечной системы расположен пояс Гулда — кольцеобразная структура, содержащая большое количество ярких звёзд и газа. Пояс Гулда имеет эллиптическую форму, его размеры — приблизительно 500×1000 парсеков и он наклонён на 20° к плоскости диска Галактики, а Солнце удалено на 100 парсеков от его центра. Среди всех звёзд спектральных классов O и B, расположенных в пределах 1 килопарсека от Солнца, 90 % находятся в поясе Гулда.
Для окрестности Солнца можно определить плотность вещества по динамическим характеристикам Галактики, а также измерить плотность различных наблюдаемых составляющих диска. Различие этих величин, по всей видимости, обусловлено наличием тёмной материи (см. ниже). В таблице приведён вклад каждой составляющей в объёмную плотность в ближайшей окрестности Солнца и в поверхностную плотность диска по всей его толщине:
| Составляющая диска          | Объёмная плотность, M⊙/пк³ | Поверхностная плотность, M⊙/пк² |
| --------------------------- | -------------------------- | ------------------------------- |
| Звёзды                      | 0,033                      | 29                              |
| Остатки звёзд               | 0,006                      | 5                               |
| Коричневые карлики          | 0,002                      | 2                               |
| Межзвёздная среда           | 0,050                      | 13                              |
| Всего наблюдаемого вещества | 0,09                       | 49                              |
| Динамическая оценка         | 0,10                       | 74                              |
| Тёмная материя              | 0,01                       | 25                              |

Оценки для объёмной и для поверхностной плотности не противоречат друг другу. Например, различие доли тёмной материи в ближайшей окрестности Солнца и по всей толщине диска отражает тот факт, что плотность тёмной материи медленнее снижается при удалении от диска, чем плотность обычного вещества, поэтому вклад тёмной материи во всей толщине диска выше, чем вблизи его плоскости. С учётом толщины диска, оценки объёмной и поверхностной плотности тёмной материи согласуются, хотя величина объёмной плотности в 0,01 M⊙/пк³ не превышает погрешности измерения.

### Балдж
В центральной части Млечного Пути присутствует умеренно выраженный балдж. Он представляет собой сплюснутый сфероид размерами 2,2×2,9 килопарсека, а его масса вместе с баром (см. ниже) составляет около 9⋅109 M⊙. Физически балдж нашей Галактики не является классическим, а относится к псевдобалджам ― в отличие от классических балджей, они вращаются, имеют более плоскую форму и больше похожи на диски. Балдж Млечного Пути имеет как ящикообразную, так и дискообразную составляющую.
В изучении балджа важную роль сыграло наличие окна Бааде — небольшой области неба вблизи центра Галактики, где межзвёздное поглощение относительно мало, что позволяет наблюдать объекты этой составляющей Галактики.

### Бар
В Млечном Пути присутствует бар — вытянутая структура в центральной части диска. Его радиус составляет 4 килопарсека и его большая ось направлена под углом 20° к лучу зрения. Ближе к Солнцу находится та часть бара, которая видна на положительной галактической долготе, поэтому видимое распределение звёзд в центральной области Галактики оказывается асимметричным. Другой признак, указывающий на наличие бара ― аномальные скорости движения газа в центральной части Галактики, в частности, его положительные и отрицательные лучевые скорости достигают 200 км/с. Гравитационный потенциал бара несимметричен, так что он может придавать газу дополнительный момент силы.
Кроме основного бара, в центре Галактики есть и вторичный бар небольшого размера, с радиусом около 150 парсеков, который ориентирован практически перпендикулярно основному. По всей видимости, именно с этим вторичным баром связано кольцо молекулярного газа в центре Галактики радиусом в 200 парсеков.

### Гало
Звёздное гало — протяжённая подсистема Галактики практически сферической формы. Звёздное гало простирается до расстояния в 80 килопарсеков от центра Галактики, а самые далёкие звёзды были обнаружены в 320 килопарсеках. Гало содержит лишь несколько процентов всех звёзд Млечного Пути — его звёздная масса составляет около 109 M⊙, при этом в гало содержится большое количество тёмной материи (см. ниже).
Звёздное гало неоднородно: в нём наблюдаются звёздные потоки, такие как поток Стрельца и Кольцо Единорога. Звёздные потоки — группы звёзд, занимающих определённую область пространства, которые особенно выделяются близкими скоростями и сходным химическим составом. Поэтому их появление объясняется разрушением карликовых галактик, которые были спутниками Млечного Пути, приливными силами. В частности, карликовая эллиптическая галактика в Стрельце в настоящее время испытывает сильное приливное воздействие и создаёт поток Стрельца.

### Центр
В центре Галактики находится сверхмассивная чёрная дыра. Её масса составляет 4,3⋅106 M⊙, она наблюдается как компактный источник радиоизлучения Стрелец A* и входит в состав более крупного радиоисточника Стрелец A. Вблизи этой чёрной дыры известны отдельные звёзды: у одной из них период обращения вокруг центра Галактики составляет 15 лет, другая приближалась к центру на расстояние в 60 а.е. и двигалась со скоростью 9000 км/с.
Центральная область размером около 1 парсека содержит два звёздных скопления: относительно старое с массой 106 M⊙ и очень молодое с массой 1,5⋅104 M⊙, оба имеют дискообразную форму. Также в области размером 2×3 парсека вокруг центра отсутствует газ: вероятно, он был унесён звёздным ветром. На границе этой области находится газовое кольцо, которое, по-видимому, представляет собой аккреционный диск чёрной дыры. В пределах 100 парсеков от центра Галактики ― области, которую часто называют ядром ― происходит активное звездообразование: там обнаружены остатки сверхновых, источники инфракрасного излучения и гигантские молекулярные облака. На большем удалении от центра располагается центральная молекулярная зона — кольцеобразная область радиусом 200 парсек, содержащая большое количество молекулярного газа.
Изучение центра Галактики затруднено тем, что величина поглощения света межзвёздной пылью в направлении центра достигает 30m в полосе V, так что эту область наблюдают только в инфракрасном и радиодиапазоне.

## Состав

### Звёздное население
В Млечном Пути темп звездообразования составляет, по разным оценкам, 1,6—2 M⊙ в год. В очень упрощённом виде звёздное население Галактики можно разделить на население I и население II. Первое состоит из относительно молодых звёзд с высокой металличностью, которые двигаются по орбитам, близким к круговым, и составляют плоский вращающийся галактический диск. Второе — это старые звёзды, бедные тяжёлыми элементами, которые движутся по вытянутым орбитам и составляют гало сфероидальной формы, которое не вращается как целое, и балдж. К тому или иному населению могут относиться не только звёзды, но и другие объекты Галактики. Среди характерных представителей населения I — межзвёздный газ, звёздные ассоциации и рассеянные скопления, а также классические цефеиды. К населению II относятся, например, шаровые скопления и переменные типа RR Лиры.
Однако вышеописанная система считается в целом устаревшей. Корреляция между возрастом, химическим составом и кинематикой оказалась неидеальной, а вместо чёткого разделения была обнаружена более плавная градация. В каждой части Галактики в действительности наблюдаются звёзды разных возрастов и металличностей: разброс этих параметров оказывается довольно большим. Кроме того, по характеристикам населения диск можно разделить на тонкий и толстый диск (см. выше), а население балджа отличается от населения гало, поэтому целесообразнее говорить о населениях этих четырёх подсистем по отдельности.
К населению тонкого диска принадлежит Солнце и 96 % звёзд в его окрестности. Тонкий диск содержит звёзды различных возрастов: от возникающих прямо сейчас до звёзд возрастом 10 миллиардов лет, а их средний возраст составляет 6 миллиардов лет. Таким образом, тонкий диск — относительно молодая подсистема, где до сих пор идёт звездообразование, наиболее активное в спиральных рукавах. Звёзды тонкого диска имеют высокую металличность: в среднем доля тяжёлых элементов в них сравнима с солнечной и у большинства звёзд составляет от 1/3 до 3 солнечных. В тонком диске наблюдается градиент металличности: во внутренних частях диска она выше, чем во внешних. Тонкий диск быстро вращается вокруг центра Галактики, а звёзды движутся по орбитам, близким к круговым. В окрестности Солнца скорость движения звёзд тонкого диска составляет около 220 км/с.
Население толстого диска по различным параметрам отличается от населения тонкого. К толстому диску относится около 4 % звёзд вблизи Солнца, вероятно, одной из них является Арктур. Эти звёзды довольно старые, их возраст составляет около 10—12 миллиардов лет. Они имеют более низкую металличность, чем звёзды тонкого диска: у большинства из них содержание металлов — от 1/10 до 1/2 солнечного, в среднем — 1/4. При этом в звёздах толстого диска содержание альфа-элементов, таких, как кислород и магний, по отношению ко всем металлам выше, чем в тонком диске. Толстый диск, как и тонкий, вращается, но с меньшей на 40 км/с скоростью, так что звёзды двигаются по эллиптическим орбитам и обладают более высокой дисперсией скоростей.
Звёздное гало состоит из старых звёзд с очень низкой металличностью, в основном субкарликов, — ближайшей к Солнцу звездой гало является звезда Каптейна. Возрасты звёзд гало превышают 12 миллиардов лет, а доля металлов обычно составляет от 1/100 до 1/10 солнечной, чаще всего — около 1/30. Звёзды этой подсистемы практически не имеют суммарного момента импульса, обладают большой дисперсией скоростей и движутся по очень вытянутым орбитам, поэтому звёздное гало в целом имеет близкую к сферической форму и не вращается.
Балдж Галактики состоит в основном из звёзд старше 7 миллиардов лет, но в нём встречаются и более молодые звёзды, некоторые из которых моложе 500 миллионов лет. Металличность звёзд балджа сильно варьируется — для большинства звёзд эта величина лежит в диапазоне от 2 % до 1,6 солнечной, но в среднем она относительно высока и составляет 0,6 солнечной, кроме того, звёзды балджа обогащены альфа-элементами. По-видимому, население балджа сформировалось под воздействием различных механизмов. Вблизи Солнца нет представителей населения балджа.

### Звёздные скопления и ассоциации
В Млечном Пути присутствуют различные группы звёзд: шаровые и рассеянные звёздные скопления, а также звёздные ассоциации. В этих системах звёзды имеют общее происхождение. Кроме того, в Галактике встречаются движущиеся группы звёзд, где звёзды не обязательно сгруппированы в пространстве, но обладают близкими скоростями движения.

#### Шаровые скопления
Шаровые скопления имеют близкую к сферической форму и содержат большое количество звёзд: от тысяч до миллионов, а их размеры составляют от 3 до 100 парсек. Самое яркое шаровое скопление Млечного Пути, Омега Центавра, имеет абсолютную звёздную величину −10,4m, а у самых тусклых она составляет около −3m, среднее и наиболее часто встречающееся значение — −7m. Шаровые скопления населяют балдж и гало: они встречаются на расстояниях до 100 килопарсеков от центра, а в центре они сосредоточены в наибольшей степени.
Шаровые скопления в Млечном Пути ― старые объекты, возрасты которых составляют 11―13 миллиардов лет, хотя не во всех галактиках это так — во многих встречаются молодые шаровые скопления. Эти объекты в основном имеют низкие металличности, вплоть до −2,5, но у некоторых скоплений металличность превышает солнечную.
Известно около 150 таких объектов в Галактике, а общее их количество должно составлять приблизительно 200: некоторые из них скрыты межзвёздной пылью и потому не наблюдаются.
В Млечном Пути выделяется две подсистемы шаровых скоплений: F-скопления, или скопления гало, которые имеют металличность ниже −0,8, и G-скопления, или скопления диска, металличность которых выше этого значения. Скопления гало распределены практически сферически симметрично, простираются до бо́льших расстояний от центра и более многочисленны, чем скопления диска, которые образуют более плоскую подсистему. Вероятно, скопления диска относятся к населению толстого диска.

#### Рассеянные скопления
В отличие от шаровых скоплений, рассеянные имеют менее упорядоченную форму и более разрежены, имеют меньшие размеры ― порядка 10 парсеков и ниже, и меньшее количество звёзд ― от десятков до нескольких тысяч. Самые тусклые рассеянные скопления имеют абсолютные звёздные величины слабее −3m, а у самых ярких этот параметр достигает −9m. Рассеянные скопления распределены в плоскости Галактики, а самые молодые из них сконцентрированы в спиральных рукавах.
Рассеянные скопления ― в основном молодые объекты, а большинство из них распадается за несколько сотен миллионов лет после возникновения, хотя среди них встречаются и гораздо более старые объекты. Соответственно, в рассеянных скоплениях встречаются яркие голубые звёзды, которые отсутствуют в шаровых. Рассеянные скопления имеют высокие металличности, в среднем сравнимые с солнечной.
В Галактике известно более 1200 рассеянных скоплений. Однако из-за того, что такие скопления не всегда выделяются на фоне других звёзд и находятся в диске Галактики, где их мешает наблюдать межзвёздное поглощение, известна лишь малая часть всех рассеянных скоплений Галактики.

#### Звёздные ассоциации
Звёздные ассоциации — очень молодые группы звёзд, которые вместе сформировались в одной области. Ассоциации имеют крупные размеры — до 80 парсеков, поэтому звёзды в ассоциациях слишком слабо связаны гравитацией и за несколько миллионов лет такие структуры распадаются. Хотя в ассоциациях обычно не более тысяч звёзд, самые яркие из них могут быть даже ярче шаровых скоплений, поскольку в них содержатся массивные яркие звёзды с небольшими сроками жизни.

### Межзвёздная среда
Пространство между звёздами нашей Галактики заполнено разреженной межзвёздной средой, которая сосредоточена в диске и состоит на 99 % из газа — преимущественно водорода и гелия. Ещё 1 % составляет пыль, которая проявляет себя межзвёздным поглощением и поляризацией света. К межзвёздной среде также относят магнитное поле, сила которого составляет 3 микрогаусса — эта величина слишком мала, чтобы влиять на движение газа в Галактике, но достаточна, чтобы частицы пыли поворачивались определённым образом и создавали поляризацию света. В межзвёздной среде присутствуют космические лучи — заряженные частицы, такие как электроны и протоны, движущиеся с релятивистскими скоростями.
Межзвёздная среда Млечного Пути очень неоднородна и по температуре, и по плотности. Горячий газ может иметь температуру до миллиона кельвинов, а холодный — ниже 100 K. Концентрация может быть как сильно ниже средней в 1 частицу на см³, так и доходить до 1010 частиц на см³ в молекулярных облаках. Эта неоднородность поддерживается постоянным взаимодействием межзвёздной среды, например, со звёздным ветром и из-за вспышек сверхновых.
| Фаза               | Фаза             | Концентрация (см−3) | Температура (K) | Общая масса (M⊙) |
| ------------------ | ---------------- | ------------------- | --------------- | ---------------- |
| Атомарный газ      | Холодный         | 25                  | 100             | 4⋅109            |
| Атомарный газ      | Тёплый           | 0,25                | 8000            | 4⋅109            |
| Молекулярный газ   | Молекулярный газ | 1000                | ≤100            | ≥3⋅109           |
| Ионизованная среда | Области H II     | 1―104               | 10 000          | 5⋅107            |
| Ионизованная среда | Диффузная        | 0,03                | 8000            | 109              |
| Ионизованная среда | Горячая          | 6⋅10−3              | 5⋅105           | 108              |

#### Эмиссионные туманности и остатки сверхновых
Одна из заметных составляющих Галактики — области H II. В них присутствует множество молодых ярких звёзд, которые формируются в таких областях и ионизуют окружающий их газ, из-за чего области H II и светятся. Характерный размер этих областей составляет 50 световых лет, но самые крупные могут иметь диаметры около 1000 световых лет, массы газа в таких объектах варьируются от 1—2 M⊙ до нескольких тысяч. Области H II концентрируются в спиральных рукавах, хотя встречаются и в пространстве между рукавами.
Планетарные туманности имеют внешнее сходство с туманностями других видов и светятся за счёт ионизации их газа. Они представляют собой остатки звёзд, которые завершили свою эволюцию и сбросили внешние оболочки, так что их характерные размеры близки к 1 световому году, а масса газа — около 0,3 M⊙. Они наблюдаются в разных частях диска и во внутренних областях гало. По оценкам, в Галактике должно быть около 20 000 планетарных туманностей, но известно лишь 1800.
Остатки сверхновых возникают после вспышек сверхновых. По сравнению с планетарными туманностями, масса газа в них больше, они быстрее расширяются и меньше времени видны. Также они создают синхротронное излучение в радиодиапазоне. Во всей Галактике сверхновые вспыхивают приблизительно раз в 50 лет.

### Тёмная материя
Полная масса Млечного Пути, которую можно оценить по динамическим характеристикам (см. ниже), значительно больше, чем масса наблюдаемого в нём вещества, аналогичная картина наблюдается и для большинства других галактик. Это приводит к выводу о наличии в нашей и в других галактиках тёмной материи, природа которой неизвестна и которая не наблюдается, но участвует в гравитационном взаимодействии.
Тёмная материя распределена в гало Галактики (см. выше) и образует тёмное гало, которое простирается вплоть до расстояния в 100—200 килопарсеков от центра. Во внутренних частях Галактики тёмная материя не вносит значительного вклада в общую массу, но, поскольку её плотность падает с расстоянием от центра {\displaystyle R} медленно — пропорционально {\displaystyle R^{-2}} — тёмная материя доминирует на окраине Галактики и суммарно составляет наибольшую долю полной массы Млечного Пути.

## Динамика
Наша Галактика вращается, причём вращение разных подсистем происходит с разной скоростью — более плоские подсистемы вращаются быстрее всего. Солнце вместе со звёздами диска вращается вокруг центра Галактики со скоростью 220 км/с.
Точный вид кривой вращения Галактики получается различным в разных исследованиях, но её форма в целом известна. Кривая вращения пологая и не падает до расстояний в десятки килопарсек от центра, что связано с наличием большого количества тёмной материи. Кроме того, из постоянных Оорта можно определить наклон кривой вращения в окрестности Солнца. Он составляет около −2 км/с на килопарсек, то есть, в этой части Галактики кривая вращения практически постоянна.
Скорости отдельных звёзд отличаются от скорости вращения диска, их разность называется остаточной скоростью. Полная дисперсия остаточных скоростей звёзд для более плоских систем является наименьшей, вплоть до 15 км/с, в то время как в сферической подсистеме эта величина может достигать 100—150 км/с. Для более старых звёзд в среднем скорость вращения вокруг центра Галактики ниже, чем для более молодых, а их дисперсия скоростей больше. Так, например, в окрестности Солнца дисперсия скоростей в направлении перпендикулярно плоскости диска для звёзд классов O и B, которые живут небольшой срок, составляет 6 км/с, а для карликов классов от G до M, которые в среднем очень старые — 21 км/с. Это объясняется тем, что со временем дисперсия скоростей звёздных систем увеличивается из-за взаимодействия звёзд с молекулярными облаками и спиральными рукавами.
Остаточные скорости звёзд распределены анизотропно: для всех подсистем дисперсия в направлении на центр Галактики оказывается больше, чем дисперсия в направлении вращения диска и в направлении перпендикулярно плоскости диска. Кроме того, это распределение асимметрично относительно направления на центр Галактики. Это явление называется отклонением вертекса, а его причиной считается асимметрия гравитационного потенциала Галактики из-за наличия в диске спиральных рукавов.

## В Местной группе
Млечный Путь находится в группе из нескольких десятков галактик, называемой Местной группой и имеющей размер около 2 мегапарсеков. Млечный Путь и галактика Андромеды — две доминирующих галактики в Местной группе по многим параметрам. Галактика Андромеды крупнее нашей Галактики и содержит больше звёзд, но Млечный Путь имеет сравнимую или даже бо́льшую массу, чем у галактики Андромеды, благодаря массивному гало тёмной материи. Ещё один объект — галактика Треугольника — является третьей крупной галактикой группы.

### Спутники
Наша Галактика с её более чем двумя десятками галактик-спутников образует в Местной группе подгруппу Млечного Пути, размер которой составляет 300 килопарсеков. Самые крупные и наиболее известные спутники — Большое и Малое Магеллановы Облака, в них идёт звездообразование и присутствуют яркие молодые звёзды. Остальные спутники — карликовые сфероидальные галактики, где звездообразование не идёт. Они получают названия по созвездию, в котором наблюдаются, например, галактика Печь, галактика Скульптор и галактика Насос.

## Формирование и эволюция
Большой взрыв произошёл 13,7 млрд л. н. Считается, что в ранней Вселенной из первичных флуктуаций плотности образовались небольшие гало тёмной материи массами порядка 107 M⊙. Эти объекты собрали в себя газ, заполнявший Вселенную, и, сталкиваясь друг с другом, образовали протогалактики. 13 млрд л. н. в нашей Галактике начали формироваться звёзды — до этого момента она состояла целиком из газа и тёмной материи. Различные составляющие Галактики — балдж, гало, тонкий и толстый диск (см. выше) — сформировались в разное время разным образом. При формировании нашей Галактики Вселенная состояла из элементов, возникших при Большом взрыве — водорода, гелия, их изотопов — дейтерия и гелия-3, и лития-7, а более тяжёлые элементы в основном сформировалось впоследствии в звёздах.
Менее чем за 4 млрд лет после Большого взрыва сформировался балдж — звездообразование в нём шло очень быстро и завершилось менее чем за 0,5 млрд лет, из-за чего в звёздах балджа наблюдается избыток альфа-элементов по сравнению с железом (см. выше). В то же время, но за более длительный срок порядка 1—2 млрд лет, небольшое количество звёзд сформировалось в гало. Диск сформировался позже, к 4—5 млрд лет после Большого взрыва, после чего звёзды образовывались в основном только в диске, и меньшинство — в балдже.
Считается, что диск формировался от внутренних частей ко внешним: во внутренних частях характерная продолжительность звездообразования составляла 2 млрд лет, а во внешних — 10 млрд лет и более, что объясняет градиент металличности звёзд в диске (см. выше). Толстый диск сформировался раньше тонкого диска, причём после формирования первого, 8 млрд л. н., звездообразование практически прекратилось на миллиард лет. 7 млрд л. н. звездообразование возобновилось и продолжается с практически неизменным темпом, а звёзды формируются только в тонком диске. На эволюцию нашей Галактики влияет аккреция газа извне, около 3 M⊙ в год, которая компенсирует затраты на звездообразование.
За последние 12 млрд лет наша Галактика не испытывала слияний с другими крупными галактиками — такая история столкновений нетипична и выделяет Млечный Путь среди других галактик. Так, 11 млрд л. н. произошло слияние Млечного Пути с галактикой Кракен, масса которой составила около 3 % массы Млечного Пути; по различным оценкам, это могло быть наиболее крупным слиянием помимо тех, которые могли иметь место в ранней Вселенной. Также существует оценка, что слияние с Гайя-Энцелад было более крупным и масса последней составляла 6 % массы Млечного Пути. Считается, что в Млечном Пути насчитывается, соответственно, не менее 13 и 20 шаровых звёздных скоплений, изначально сформированных в этих галактиках.

### Будущее
Столкновение и слияние нашей Галактики с её спутником — Большим Магеллановым Облаком — по расчётам, произойдёт в будущем, через 2,4 млрд лет. Это приведёт к тому, что некоторые параметры Млечного Пути станут более типичными для галактик со сравнимой массой — например, средняя металличность гало возрастёт, как и масса сверхмассивной чёрной дыры в центре Галактики.
Кроме того, в будущем, по всей видимости, произойдёт столкновение Млечного Пути и галактики Андромеды. Поскольку галактика Андромеды и Млечный Путь сближаются со скоростью около 120 км/с, а тангенциальная скорость галактики Андромеды при этом достаточно мала, это произойдёт через 4 млрд лет, после чего на процесс слияния уйдёт ещё 2 млрд лет, а в результате слияния образуется эллиптическая галактика. При слиянии галактик столкновения отдельных звёзд будут маловероятны из-за низкой концентрации звёзд, но, возможно, Солнечная система будет выброшена на далёкое расстояние от центра получившейся галактики. В этом столкновении будет участвовать галактика Треугольника, и возможно, Млечный Путь столкнётся с ней раньше, чем с галактикой Андромеды.

## История изучения

### До XX века
Млечный Путь известен с древности. Клавдий Птолемей, живший в I—II веках, составил его подробное описание, однако только в 1610 году Галилео Галилей впервые сделал правильный вывод, что Галактика состоит из звёзд. Наблюдая в свой телескоп, он обнаружил, что диффузный свет полосы Млечного Пути создаётся большим количеством тусклых звёзд.
Первые предположения о распределении звёзд в Млечном Пути принадлежат Томасу Райту, который представил две модели: диска, состоящего из звёзд, обращающихся вокруг «божественного центра», и сферической оболочки из звёзд. Солнечная система находилась внутри этого диска или оболочки, что объясняло наблюдаемую форму Млечного Пути. Основываясь на работах Райта, Иммануил Кант в 1755 году опубликовал трактат, в котором обосновывал, что Млечный Путь имеет форму диска из звёзд, обращающихся вокруг тела «с громадной силой притяжения». Райт и Кант также предположили, что некоторые из наблюдаемых туманностей — это другие «млечные пути», состоящие из бесчисленных звёзд.
Через полтора века после Галилея, в 1784—1785 годах Уильям Гершель сделал первую попытку использовать данные наблюдений для количественного определения размера и формы Млечного Пути. Он измерил количество звёзд в разных направлениях по всему небу и сделал вывод, что наша Галактика имеет форму сплюснутого диска. Гершель также попытался оценить размеры Галактики: он был вынужден оценивать их в единицах среднего расстояния между звёздами, которые в его время не были известны — он сделал вывод, что диаметр Млечного Пути составляет 800 средних расстояний между звёздами, а толщина — 150. Это соответствует диаметру в 1800 парсеков и толщине в 340 парсеков — оценка толщины с того времени изменилась мало, а оценка диаметра оказалась сильно заниженной. Кроме того, Гершель сделал неверный вывод, что Солнце находится вблизи центра Галактики.
Ещё одну попытку оценить размеры Галактики практически тем же способом предпринял Василий Струве в 1847 году. К этому времени уже были определены расстояния до некоторых звёзд, в частности, в 1838 году Фридрих Бессель измерил параллакс звезды 61 Лебедя и определил, что расстояние до неё составляет 3,3 парсека. Струве оценил размер Галактики в не менее чем 4 килопарсека, а также предположил существование межзвёздного поглощения. Кроме того, он заметил, что концентрация звёзд уменьшается при удалении от плоскости Галактики.

### XX век
В начале XX века продолжались попытки определить размер Млечного Пути. В частности, Хуго Зелигер и Якобус Каптейн проводили наблюдения с использованием фотопластинок и неоднократно делали оценку размера нашей Галактики. Последние оценки Зелигера в 1920 году и Каптейна в 1922 составили соответственно 14,4×3,3 и 16×3 килопарсеков. В обеих моделях, как и у Гершеля, ошибочно предполагалось, что Солнце располагается вблизи центра. Астрономы в то время уже понимали, что межзвёздное поглощение влияет на результаты наблюдений, но не могли точно измерить его.
В 1917 году Харлоу Шепли измерил размеры Млечного Пути иным способом: по распределению шаровых звёздных скоплений, расстояние до которых он измерял по наблюдениям цефеид в них. В результате Шепли сделал вывод, что размер Галактики составляет 100 килопарсеков, а расстояние Солнца до её центра ― 13 килопарсеков. Хотя оба этих значения оказалось завышенными, Шепли впервые показал, что Солнце находится вдали от центра нашей Галактики.
При этом Шепли, как и большинство учёных того времени, считали, что вся Вселенная ограничивается нашей Галактикой, которая включает в себя все видимые объекты. В 1920 году прошёл Большой спор ― дискуссия между Шепли и Гебером Кёртисом, посвящённая размерам Галактики, положении Солнца в ней и другим вопросам. В частности, Кёртис не считал, что Шепли верно измерил расстояния, в модели Кёртиса Галактика имела гораздо меньшие размеры, Солнце находилось вблизи её центра, а некоторые объекты, такие, как галактика Андромеды, в неё не входили. В действительности и Шепли, и Кёртис оказались частично правы.
Доказать, что Вселенная не ограничивается нашей Галактикой, смог Эдвин Хаббл в 1924—1925 годах. По наблюдениям цефеид в нескольких галактиках Хаббл определил расстояния до них, которые оказались гораздо больше, чем размер Млечного Пути даже в завышенной оценке Шепли. Так было доказано, что некоторые туманности находятся за пределами нашей Галактики и являются отдельными звёздными системами.
В 1925 году Бертил Линдблад заметил, что звёзды, обладающие большими скоростями относительно Солнца, имеют асимметричное распределение скоростей и движутся относительно Солнца в одну сторону. То же самое он заметил и для шаровых скоплений. Линдблад объяснил это тем, что Солнце и большинство окружающих его звёзд находятся в плоском диске, который вращается вокруг центра Галактики, а шаровые скопления и небольшая часть звёзд образуют подсистему сферической формы, которая практически не вращается, из-за чего её элементы имеют большие скорости относительно Солнца, направленные в одну сторону. В 1927—1928 годах Линдблад и Ян Оорт доказали, что Галактика вращается вокруг центра, который совпадает с центром системы шаровых скоплений, обнаруженным Шепли, и заметили, что вращение не твердотельное, а дифференциальное.
В 1944 году Вальтер Бааде обнаружил, что звёзды диска Галактики и сфероидальной подсистемы различаются, и ввёл деление звёзд на население I и население II. В 1940-х годах в Млечном Пути уже выделяли диск, балдж и гало, а в 1950-х годах было обнаружено, что звёздные населения также отличаются химическим составом. В 1953 году были обнаружены участки спиральных рукавов Галактики в окрестности Солнца, а в следующем году — спиральная структура всей Галактики. В конце 1950-х годов был обнаружен источник радиоизлучения Стрелец A, расположенный в центре Галактики. Бар в нашей Галактике был впервые обнаружен только в 1991 году.
Важную роль в изучении нашей Галактики сыграл космический телескоп Hipparcos, запущенный в 1989 году. С помощью этого телескопа были измерены положения, собственные движения и расстояния до большого количества звёзд. Для 120 тысяч звёзд собственные движения и расстояния были измерены с точностью лучше 10 %, а для 2,5 миллионов — с меньшей точностью. Эти результаты значительно превзошли все предыдущие, и, в частности, позволили уточнить информацию об окрестностях Солнца.

### XXI век
На изучение Млечного Пути также повлияли данные, полученные в различных масштабных обзорах неба. Например, благодаря инфракрасному обзору всего неба 2MASS, выполненному в 2000-х годах, появилась возможность детально изучить центральные области Галактики, на наблюдение которых влияет межзвёздное поглощение. В частности, по данным 2MASS было подтверждено наличие бара и был открыт вторичный бар меньшего размера. При помощи Слоановского цифрового обзора неба были уточнены различные структурные параметры Галактики и открыты новые звёздные потоки в гало.
Кроме того, различные спектроскопические наблюдения позволили детально изучить химическую эволюцию Галактики, а благодаря наблюдениям в миллиметровом и субмиллиметровом диапазоне были открыты различные молекулы в межзвёздной среде. Развитие вычислительной техники позволило моделировать процессы формирования и эволюции галактик.
Космический телескоп Gaia, запущенный в 2013 году, стал преемником телескопа Hipparcos. Gaia измеряет положения и собственные движения звёзд Галактики с точностью в 200 раз выше, чем у предшественника, и может наблюдать гораздо более тусклые объекты. Телескоп начал работу в 2014 году, а первый каталог Gaia — Gaia DR1 — был опубликован в 2016 году и содержал более 1,1 миллиарда объектов. В 2022 году был опубликован набор данных Gaia DR3, в котором уже более 1,8 миллиарда объектов вплоть до 21-й звёздной величины. Из них для 1,4 миллиарда измерены не только координаты на небе, но также параллакс и собственное движение. У 470 миллионов звёзд получен спектр низкого разрешения и для 217 миллионов определён спектральный класс.

## В культуре
Млечный Путь с древности имел культурное, религиозное и философское значение у разных народов. Название «Млечный Путь» происходит из греко-римской мифологии. По одной из наиболее распространённых легенд, Гера — жена Зевса — отказывалась кормить грудью незаконнорождённых детей последнего. Однажды, пока Гера спала, Гермес поднёс к её груди Геракла, и после того, как тот начал кормиться, Гера проснулась и оттолкнула его. Молоко, которое брызнуло при этом из груди, превратилось в Млечный Путь. По этому сюжету различные художники, в том числе Рубенс и Тинторетто, писали свои картины. Само слово «галактика» также связано с этим мифом и происходит от др.-греч. Κύκλος Γαλαξίας, что в переводе означает «молочный круг».
Во многих культурах Млечный Путь сходным образом представлялся как небесная дорога для богов и погибших героев. В китайской мифологии Млечный Путь представляется как серебряная река, которая разделяет влюблённых друг в друга ткачиху и пастуха — их олицетворяют яркие звёзды Вега и Альтаир. В мифах австралийских аборигенов Млечный Путь рассматривается как змея, приносящая дождь и плодородие. Ацтеки также представляли Млечный Путь в виде змеи, а майя — в виде мирового дерева.

### Комментарии
1. ↑  В модели, предполагающей звёздную массу Млечного Пути, равную 6⋅1010 M⊙[10].
2. ↑  В астрономии металлами называют все элементы тяжелее гелия[76].
3. ↑  Металличность {\displaystyle {\ce {[Fe/H]}}} соответствует доле элементов тяжелее гелия, равной {\displaystyle {\ce {Z = 10^{[Fe/H]}}}} солнечной[76].
4. ↑  Метод, который использовал Шепли, сам по себе был корректным, но из-за ошибки на порядок в оценке светимости цефеид в шаровых скоплениях оценка расстояния оказалась завышенной в 3 раза[134].